# غوردون هيكمان غارلاند
غوردون هيكمان غارلاند هو سياسي أمريكي، ولد في 16 مايو 1898 في ليبانون في الولايات المتحدة، وتوفي في 20 مايو 1986 في إكسيتير في الولايات المتحدة. نشط حزبياً في الحزب الديمقراطي. وقد انتخب عضو جمعية ولاية كاليفورنيا ‏.